# Ivan Aska
Ivan Aska (Fort Lauderdale, 26 de junio de 1990) es un jugador de baloncesto estadounidense con pasaporte de Islas Vírgenes. Mide 2,03 metros de altura y ocupa la posición de ala-pívot y pívot. Es internacional absoluto con Islas Vírgenes.

## Trayectoria deportiva

### Universidad
Empezó en el Boyd H. Anderson High School en Lauderdale Lakes, Florida. Jugó después cuatro años de 2008 a 2012, con los Murray State Racers, con los que en las cuatro temporadas tuvo un promedio de 9.7 puntos y 5.2 rebotes.

### Carrera profesional
Inició su carrera profesional en la temporada 2012-2013 en el Stella Artois Leuven Bears belga, después en la 2013-2014 jugó en el Ikaros Kallitheas BC griego. En verano de 2014 jugó en el Cangrejeros de Santurce puertorriqueño. La temporada 2014-2015 jugó en el Maccabi Ashdod B.C. israelí. Jugó la NBA Summer League de 2014 con Miami Heat y la de 2015 con Minnesota Timberwolves. En 2015 fichó por el ALBA Berlín alemán, pero se fue del equipo antes de llegar a jugar oficialmente.
En enero de 2024 se unió al Al Ahli Jeddah de Arabia Saudita como refuerzo para el torneo local y para la West Asia Super League.
Regresó a Uruguay en septiembre de 2024, fichado por el Urunday Universitario.

### Selección nacional
Aska jugó con la selección de baloncesto de Islas Vírgenes Estadounidenses en dos ediciones del Campeonato CBC (2011 y 2015) y dos ediciones del Centrobasket (2012 y 2016), como también en la FIBA AmeriCup de 2022. 